# Troglostrongylus brevior
Troglostrongylus brevior ist eine Art der Fadenwürmer, die in der Stirnhöhle oder in den Bronchien von Haus- und Wildkatzen parasitiert. Sie ist einer der Auslöser der Troglostrongylose. Bei der Europäischen Wildkatze in Deutschland konnte er in 31,3 % der Kotproben nachgewiesen werden.

## Morphologie
Adulte sind schlanke Würmer, die Weibchen sind bis zu 1,3 cm lang und damit länger als der andere häufigere Lungenwurm der Hauskatze Aelurostrongylus abstrusus. Die Cuticula ist fein gestreift. Die Bursa copulatrix der Männchen ist klein und von kurzen Rippen gestützt. Die dorsale Rippe ist mit zwei Paaren von Papillen verlängert. Die externodorsale und die anterolaterale Rippe entspringen separat, während die posterio- and mediolaterale Rippe partiell verschmolzen sind. Die Spicula sind 510 bis 631 μm lang. Jedes endet in einem dünnen langen Anhang und vier fingerförmigen Projektionen.

## Lebenszyklus
Die Larve 1 ist 300 bis 357 μm lang und besitzt ein spitzes Vorderende mit rückenseitig angeordneter, subterminaler Mundöffnung. Dies ist das einzige Unterscheidungsmerkmal von der Larve von Aelurostrongylus abstrusus, bei der die Mundöffnung terminal liegt. Als Zwischenwirt dienen verschiedene Landschnecken wie die Große Achatschnecke, die Gefleckte Weinbergschnecke, die Spanische Wegschnecke, der Gelbstreifige Kielschnegel, der Bierschnegel, die Mittelmeer-Sandschnecke, die Westliche Haferkornschnecke, die Levantinische Kartäuserschnecke sowie Helicella barbesiana, Helicella ustalis und Retinella nitellina. In ihnen entwickeln sich, in Abhängigkeit von Umgebungstemperatur und Schneckenart, innerhalb von 8 bis 40 Tagen die Larven 2 und 3. Die Larve 2 ist 330 μm lang und 20 μm dick und der Anus liegt 35 μm vor dem Hinterende. Die Larve 3 ist 430 bis 500 μm lang und 20 bis 25 μm dick, der Anus-Schwanz-Abstand beträgt 40 bis 43 μm.  Die Aufnahme der Larve kann durch Fressen des Zwischenwirts durch den Endwirt erfolgen, aber die Drittlarven können auch mit dem Schneckenschleim oder von toten Schnecken im Wasser freigesetzt werden und so die Umgebung kontaminieren. Da Schnecken eher weniger zum Beutespektrum von Katzen gehören, spielen vermutlich auch Transportwirte wie Nagetiere und Reptilien eine Rolle bei der Verbreitung. Larven konnten in Ratten und Geckos nachgewiesen werden. Zudem ist eine Übertragung über die Milch von der Mutterkatze auf ihre Welpen beschrieben. Die Präpatenz im Endwirt beträgt etwa 28 Tage.